# 张工 (1961年)
张工（1961年8月—），男，汉族，北京人，中华人民共和国政治人物。北京工业大学一分校电机与电器专业大学毕业，首都经济贸易大学企业管理专业在职研究生，经济学硕士，教授级高级工程师。曾任国家市场监督管理总局党组书记、局长。现任中共天津市委副书记、天津市人民政府市长。中共第十九届中央候补委员、第二十届中央委员。

## 生平
张工1983年8月参加工作，1992年4月加入中国共产党。曾任北京电器研究所副所长、所长，北京变压器厂厂长，北京机电工业控股（集团）有限责任公司党委委员、董事、副总经理，中共北京市委工业工作委员会委员、北京市经济委员会副主任，北京市发展和改革委员会党组成员、副主任等职务。
2007年3月，任北京市发展和改革委员会党组书记、主任（2013年2月卸任），兼任北京市能源与经济运行调节工作领导小组办公室主任。2008年，当选第十一届全国人大代表。2012年9月，任北京市人民政府副市长。2013年3月，兼任北京市人民政府国有资产监督管理委员会党委书记（2015年5月卸任）。
2015年4月，任中共北京市委常委、秘书长、市直机关工委书记、全面深化改革领导小组办公室主任，北京市人民政府副市长、党组成员。2017年2月，任中共北京市委常委、秘书长、市直机关工委书记、全面深化改革领导小组办公室主任，北京市人民政府常务副市长、党组副书记。同年10月，中国共产党第十九次全国代表大会上当选中国共产党第十九届中央委员会候补委员。2018年2月24日，当选为第十三届全国人大代表。2018年10月25日，中华全国总工会第十七届执行委员会召开第一次全体会议，选举全总十七届执委会主席、副主席和主席团委员，他当选为全总副主席。2020年7月，任国家市场监督管理总局党组书记。2020年8月，任国家市场监督管理总局局长。
2022年5月28日，张工调任中共天津市委副书记。同年5月31日，任天津市人民政府副市长、代理市长。同年7月6日，当选为天津市人民政府市长。